# Thiepval
 Thiepval  es una población y comuna francesa, en la región de Picardía, departamento de Somme, en el distrito de Péronne y cantón de Albert.

## Demografía
| 111 | 111 | 93 | 105 | 116 | 98 | 98 |
| Para los censos de 1962 a 1999 la población legal corresponde a la población sin duplicidades (Fuente: INSEE [Consultar]) |     |    |     |     |    |    |